# Ignacio Achúcarro
Ignacio Achúcarro Ayala (ur. 31 lipca 1936, zm. 14 sierpnia 2021) – paragwajski piłkarz, lewy pomocnik, obrońca.

## Życiorys
Urodził się 31 lipca 1936 w Asunción.
Karierę piłkarską rozpoczął w 1956 roku w klubie Club Olimpia, z którym dwukrotnie – w 1956 i 1957 – zdobył mistrzostwo Paragwaju. Jako piłkarz klubu Olimpia był w kadrze reprezentacji podczas finałów mistrzostw świata w 1958 roku, gdzie Paragwaj odpadł w fazie grupowej. Achúcarro zagrał we wszystkich trzech meczach – z Francją, Szkocją i Jugosławią.
Po mistrzostwach razem z Juanem Agüero przeniósł się do Hiszpanii, gdzie przez 10 lat występował w barwach klubu Sevilla FC. W 1969 wrócił do Olimpii, z którą zdążył zagrać w turnieju Copa Libertadores 1969, po czym rok później zakończył karierę.
Nigdy nie wziął udziału w turnieju Copa América.